# Pycnophyes arctous
Pycnophyes arctous är en djurart som tillhör fylumet pansarmaskar och som beskrevs av Andrej V. Adrianov 1999.
Pycnophyes arctous ingår i släktet Pycnophyes och familjen Pycnophyidae. Artens utbredningsområde är Norra Ishavet. Inga underarter finns listade i Catalogue of Life.